# ニコラース・ベルヘム
ニコラース・ベルヘム（Nicolaes Berchem, 1620年10月1日 – 1683年2月18日）は、オランダの画家。

## 生涯
ハールレム生まれ。父親のピーテル・クラースゾーンは著名な静物画家で、父親から絵画の手ほどきを受けた。また、ヤン・ファン・ホイエン、ヤン・ウェーニクス、ピーテル・デ・グレッベル、ニコラース・ムーヤールトなどからも学んだと思われる。画家のアルノルト・ホウブラーケンによると、画家のカレル・デ・ムーアはホウブラーケンに、ニコラース・ベルヘムは自分の名前「Berchem」は2つの文字"Berg hem" つまり "Save him!"からなっており、ファン・ホイエンの工房にいたときに、ベルヘムの父親が彼を叩きに追いかけてきたときの表現であるという。ホウブラーケンは別の話も伝えている。それはベルヘムが水兵として強制徴募された際、徴募の責任者が彼のことを知っており、陸上から彼に向かって"Save him!"という言葉を送ったためであるという。しかし現在では、彼の名前は父親の出身地であるベルヘムから取られたと考えられている。1642年から1645年まではヤン・バプティスト・ウェーニクスとともにイタリアを旅している。ベルヘムの作品には"CBerghem" もしくは "Berchem"とサインがされている。 
1645年、ベルヘムは改革派の一員となり、その翌年に結婚している。ホウブラーケンによると、ベルヘムは画家Jan Wilsの娘と結婚した。1650年ごろにはヤーコプ・ファン・ロイスダールとともにヴェストファーレンを旅している。1650年から1656年の間はベルヘムに関する記録は残っておらず、ヴェストファーレンの後にイタリアに行き、そしてアムステルダムに戻ったものと思われる。1660年ごろ、版画家のヤン・デ・フィスヘル(Jan de Visscher)のために地図帳のデザインをした。1661年から1670年まではアムステルダムに登録があり、1670年にハールレムに戻っている。しかし、1677年までに再度アムステルダムに戻り、1683年にその地で亡くなった。 
ベルヘムは弟子を多く取っていた。その中にはアブラハム・ベヘイン、ヨハネス・ファン・デル・ベント、息子のニコラース、カレル・デュジャルダン、ヨハンネス・グラウバー、ピーテル・デ・ホーホ、ヤコブ・ファン・フュヒテンブルフ(Jaob van Huchtenburg)、ユストゥス・ファン・ハイスム、ディルク・マース、ヘンドリク・モマーズ、ヤーコプ・オフテルフェルト、 ウィレム・ロメインなどがいる。ベルヘムはまた、画家のホーフェルト・ファン・デル・レーウとその兄弟ピーテルの叔父にあたる。
ベルヘムは「オランダにおけるイタリア風景画」の第二世代の画家である。画家たちは実際にイタリアに旅行したりして、古典的な廃墟や牧歌的なイメージでスケッチブックに描きためてオランダに戻ってきていた。ベルヘムは多くの作品を手がけ（800作ともいわれる）、当時の人気の高さをうかがわせる。また、80枚のエッチングと500枚の素描も残っている。彼の描くイタリア風の風景画（丘や山、崖や木々が黄金色の夜明けの中に描かれる理想的な田園風景）は大変な人気があった。ベルヘムはまた、アラエルト・ファン・エヴァーディンゲン、ヤン・ハッカールト、 ヘラルト・ドウ、メインデルト・ホッベマ、ウィレム シェリンクスといった他の画家の作品の中に人物や動物を描いてもいる。フランスのロココ期の画家ジャン＝バティスト・ピレメン (w:Jean-Baptiste Pillement)や バーレント・コルネリス・クッククックはベルヘムに影響を与えたと考えられている。
- 『市の城壁の外の凍った運河』
- 『イタリアの夕暮れの風景』
- 『二頭の馬』
- 『滝のそばの牧人たちと家畜』 (1655年ごろ) アルテ・マイスター絵画館 (ドレスデン)
- 『水道橋の廃墟のそばの農民』 (1655-1660年ごろ) ナショナル・ギャラリー (ロンドン)
- 『渡し舟』 (1670年ごろ) ルーヴル美術館 (パリ)

## 参照
1. 1 2 3 4 5 6  Nicolaes Pietersz Berchem in the w:RKD
2. 1 2 3   Nikolaas Berchem Biography in De groote schouburgh der Nederlantsche konstschilders en schilderessen (1718) by w:Arnold Houbraken, courtesy of the w:Digital library for Dutch literature
3. ↑  Pieter Claesz in the RKD